# 금아여행
금아여행(金亞旅行)은 경상북도를 연고로 하는 시외버스 업체이다. 본사는 경상북도 포항시 남구 상도동에 있다. 계열사로는 시외버스 업체인 금아리무진이 있다.

## 역사
인수되기 직전에는 한일고속의 시외버스 운수사 법인인 한일여객을 출발하였으나, 한일여객이 훗날 신한일고속으로 개칭되었다. 2004년에 법인 인수로 설립했으며 이전 사명은 신한일고속이란 사명을 썼다. 2007년 현재의 사명으로 변경시켰으며, 2008년 4월 성남고속을 인수합병을 했다. 이어 같은 해인 12월 삼도여객과 오렌지버스(현 해운대고속)로부터 일부 노선을 양수하였다. 현재 금아여행의 경우 198대의 버스를 보유하고 있다.

## 보유 차량
금아여행의 차량은 현대 카운티 뉴 브리즈 EV 현대 유니버스, 기아 그랜버드, 기아 뉴 그랜버드 등이 주를 이루고 있다.
기아
- 기아 뉴 그랜버드 파크웨이
- 기아 뉴 그랜버드 블루스카이
- 기아 뉴 그랜버드 슈퍼프리미엄 파크웨이

현대자동차
- 현대 카운티 뉴 브리즈 EV
- 현대 유니버스 익스프레스 프라임
- 현대 뉴 프리미엄 유니버스 스페이스 럭셔리
- 현대 뉴 프리미엄 유니버스 프라임

## 운행 노선

### 시외버스
포항 출발 노선
- 포항 ↔ 광양(경주, 부산, 동래, 동광양 경유)
- 포항 ↔ 동대구(대구대 경유) <금아리무진, 아성고속 공동운행>
- 포항 ↔ 서대구 <금아리무진 공동운행>
- 포항 ↔ 김천(경주, 구미, 복지상가, 구미공단 경유) <코리아와이드진안 공동운행>
- 포항 ↔ 점촌(경주, 구미, 상주 경유) <코리아와이드진안 공동운행>
- 포항 ↔ 경산(경주, 영남대 경유)
- 포항 ↔ 하양(경주, 안강, 산대, 고경, 창하, 영천, 금호 경유) <아성고속 공동운행>
- 포항 ↔ 김해(경주, 언양 경유)
- 포항 ↔ 진주(경주 경유) <경전여객 공동운행>
- 포항 ↔ 마산(경주, 양산 경유)
- 포항 ↔ 창원(경주, 언양, 양산 경유)[2]
- 포항 ↔ 통영(경주, 거제 경유) <대원고속, 경원여객 공동운행>
- 포항 ↔ 서부산(경주 경유) <고려여객, 아성고속, 천일여객 공동운행>
- 포항 ↔ 해운대 <아성고속, 해운대고속 공동운행>

울산 출발 노선
- 울산 ↔ 강릉(동해 경유) <아성고속 공동운행>
- 울산 ↔ 안동(태화, 신복 경유와 완행으로 나뉨)
- 울산 ↔ 경산(태화, 신복, 진량, 영남대 경유)
- 울산 ↔ 경주(효문, 모화, 입실, 불국 경유)<새서울고속 공동운행>
- 울산 ↔ 포항(무정차와 경주 경유로 나뉨)<아성고속 공동운행>

부산 출발 노선
- 부산 ↔ 태백(고한, 포항, 울진 경유) <영암고속 공동운행>
- 부산 ↔ 강릉(동해 경유, 심야 시간대 양양까지 운행) <강원여객, 아성고속 공동운행>
- 부산 ↔ 속초(동해, 강릉, 주문진, 양양 경유) <강원여객 공동운행>
- 부산 ↔ 거진(동해, 강릉, 주문진, 양양, 속초, 간성 경유)
- 부산 ↔ 영천 <아성고속 공동운행>
- 부산 ↔ 포항(무정차와 경주 경유로 나뉨)<아성고속 공동운행>
- 부산 ↔ 울진(직통과 완행으로 나뉨) <아성고속 공동운행>

## 회사 현황
- 본점: 경상북도 포항시 남구 희망대로659번길 40 (상도동)
- 강릉: 강원특별자치도 강릉시 하슬라로 27 (홍제동)